# Ловере
Ловере (итал. Lovere) је насеље у Италији у округу Бергамо, региону Ломбардија.
Према процени из 2011. у насељу је живело 5255 становника. Насеље се налази на надморској висини од 215 м.

## Становништво
Према резултатима пописа становништва 2011. у општини је живело 5.318 становника.
| 1936. | 1951. | 1961. | 1971. | 1981. | 1991. | 2001. | 2011. |
| ----- | ----- | ----- | ----- | ----- | ----- | ----- | ----- |
| 5.099 | 6.037 | 6.866 | 6.714 | 6.197 | 5.675 | 5.437 | 5.318 |